# NGC 889
NGC 889 è una galassia ellittica situata nella costellazione della Fenice, a una distanza di circa 242 milioni di anni luce dalla nostra Via Lattea.

## Scoperta
La galassia è stata scoperta il 5 settembre 1834 dall'astronomo britannico John Herschel.